# أحمد فؤاد (مخرج)
أحمد فؤاد (10 أبريل 1931 - 10 يوليو 1992)، مخرج مصري. بدأ حياته عام 1949 من الإخراج قدم أعمالاً تلفزيونية ومسرحية

## من أعماله

### تأليف
1. ريا وسكينة 1983 سيناريو وحوار
2. الاحتياط واجب 1983 قصة وسيناريو وحوار

### إخراج
| 1. الحب في طابا 1992 م. 2. اللعب مع الشياطين 1991 م. 3. القطار 1986 م. 4. الأوباش 1986 م. 5. الحدق يفهم 1986 م. 6. بيت القاصرات 1984 م. 7. الاحتياط واجب 1983 م. 8. ريا وسكينة 1983 م. 9. العربجي 1983 م. 10. ليلة شتاء دافئة 1981 م. 11. 4-2-4 1981 م. 12. مين يجنن مين 1981 م. 13. رجب فوق صفيح ساخن 1979 م. | 1. البنت اللى قالت لا 1978 م. 2. الأزواج الشياطين 1977 م. 3. الحلوة والغبي 1977 م. 4. وجها لوجه 1976 م. 5. الكل عاوز يحب 1975 م. 6. مين يقدر على عزيزة 1975 م. 7. 24 ساعة حب 1974 م. 8. شىء من الحب 1973 م. 9. مدرسة المراهقين 1973 م. 10. العالم سنة 2000 1972 م. 11. حياة خطرة 1971 م. 12. بحبك ياحلوة 1970 مساعد م. 13. شارع الملاهي 1969 م. مساعد | 1. صباح الخير يا زوجتي العزيزة 1969 م. مساعد 2. عائلات محترمة 1969 م. مساعد 3. يوم واحد عسل 1969 م. 4. مجرم تحت الاختبار 1969 م. مساعد 5. شهر عسل بدون إزعاج 1968 م. مساعد 6. اغفر لى خطيئتي 1967 م. مساعد 7. إجازة بالعافية 1966 م. مساعد 8. القاهرة 30 1966 م. مساعد 9. شباب طائش 1963 م. مساعد 10. الشيطان الصغير 1963 م. مساعد 11. الليلة الأخيرة 1963 ملاحظ السيناريو 12. العاشقة 1960 م. مساعد 13. اهل الهوى 1955 م. مساعد |
| | مسلسل ثمن الخوف م. | |

### موسيقى
1. العاشقة 1980 الألحان

### إنتاج
1. أيام وليالي 1955 مدير الإنتاج
2. كلام الناس 1949

## روابط خارجية
- أحمد فؤاد على موقع IMDb (الإنجليزية)
- أحمد فؤاد على موقع قاعدة بيانات الأفلام العربية